# Ernst Heinrich von Sachsen

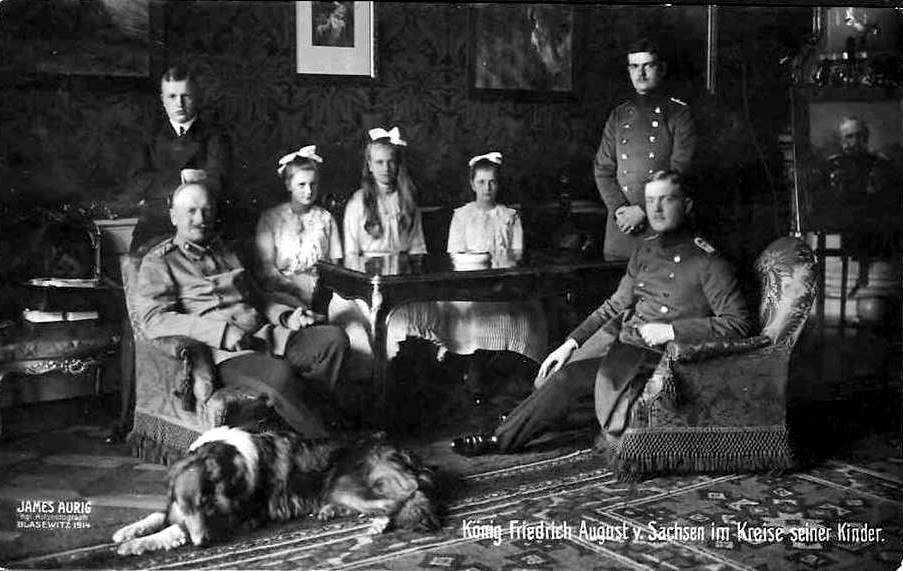
Friedrich August III. von Sachsen im Kreise seiner Kinder (1914)

Ernst Heinrich von Sachsen (vollständiger Name: Ernst Heinrich Ferdinand Franz Joseph Otto Maria Melchiades Prinz von Sachsen; * 9. Dezember 1896 in Dresden; † 14. Juni 1971 in Neckarhausen) war der jüngste Sohn des letzten sächsischen Königs Friedrich August III. und dessen Ehefrau Luise von Österreich-Toskana. Er war von 1923 bis 1945 Verwaltungschef des Vereins „Haus Wettin–Albertinische Linie e. V.“

## Leben
Ernst Heinrich verbrachte seine Kindheit in Dresden, Pillnitz und Moritzburg. Der Verlust der Mutter, die 1902 ihren Mann und ihre Kinder verließ, erschütterte den Jungen nach eigenen Aussagen nicht.

### Erster Weltkrieg
Ernst Heinrich diente mit Ausbruch des Ersten Weltkriegs als Oberleutnant im Leib-Grenadier-Regiment der Sächsischen Armee. Im September 1914 wurde er Ordonnanzoffizier im Generalkommando des XIX. (II. Königlich Sächsisches) Armee-Korps bei Reims und Lille. Er schloss während eines viermonatigen Fronturlaubs im Jahr 1916 das Abitur mit gut ab, diente dann in der Schlacht an der Somme im Stab der 2. Reserve-Division Nr. 24. Für seine Verdienste während der Schlacht erhielt Ernst Heinrich am 30. August 1918 das Ritterkreuz des Militär-St.-Heinrichs-Ordens. Im Frühjahr 1917 übernahm er die Führung der 9. Kompanie des Reserve-Infanterie-Regimentes Nr. 104 in Brzezany (Ostgalizien). Nach einem zweimonatigen Lazarettaufenthalt erhielt der Prinz Ende 1917 das Kommando der 9. Batterie des Sächsischen Feldartillerie-Regiments Nr. 115 im Raum von Ypern. Er führte ab Mai 1918 das 1. Eskadron des Garde-Reiter-Regiment (1. Schweres Regiment) in Stary Bychow am Dnjepr in Weißrussland und besuchte im August 1918 die sächsischen Truppen in Dorpat, Reval und Finnland. Im November und Dezember 1918 leitete Ernst Heinrich den Rückzug der ihm unterstellten Truppen in die Heimat.

### Während der Weimarer Republik
1919 und 1920 erlernte Ernst Heinrich in Schlesien das Führen eines Gutes. Er fungierte während des Kapp-Putsches im März 1920 als Verbindungsmann zwischen den Putschisten in Berlin und der Reichswehr in Breslau und zog nach dem Scheitern nach München. Dort schloss er sich dem Kreis um den ehemaligen bayrischen Kronprinzen Rupprecht an und heiratete 1921 Sophie von Luxemburg (* 14. Februar 1902; † 24. Mai 1941), eine Schwester der luxemburgischen Großherzogin Charlotte.
Ernst Heinrich beteiligte sich nicht am Hitler-Ludendorff-Putsch vom 8./9. November 1923 in München. Er lehnte die nationalsozialistische Bewegung von Anfang an konsequent ab und distanzierte sich öffentlich von Ludendorff und Adolf Hitler. Auf Wunsch seines Vaters übernahm er die Funktion des Verwaltungschefs im Verein Haus Wettin – Albertinische Linie e. V. Er bekam außerdem von seinem Vater die Generalvollmacht, mit dem Freistaat Sachsen über die zukünftige Nutzung der Wettinischen Güter und Kunstschätze zu verhandeln. Ernst Heinrich hatte dann maßgeblichen Anteil an der Gestaltung des Vertrages vom 25. Juni 1924, der neben dem Gesetz vom 9. Juli 1924 den Ausgleich zwischen dem Haus Wettin und dem Freistaat Sachsen regelte. In den folgenden Jahren unternahm der begeisterte Kunstliebhaber dann mehrere Ägyptenreisen mit seiner Frau und seinen Kindern.
Ernst Heinrich näherte sich politisch Gustav Stresemann in den Jahren 1928/29. Stresemann wollte den Sohn des letzten sächsischen Königs als Kandidaten der Deutschen Volkspartei (DVP) für das Amt des Reichspräsidenten gewinnen. Da ihm seine Wahl zum Reichspräsidenten aussichtslos erschien, verzichtete Ernst Heinrich auf seine Kandidatur.

### Während des Nationalsozialismus
Den Machtantritt der Nationalsozialisten am 30. Januar 1933 lehnte Ernst Heinrich ab. Es gelang ihm jedoch nicht, die politische Situation richtig zu erkennen. Er glaubte an den politischen Widerstand der Konservativen gegen Hitler und trat deswegen im Mai 1933 in den Stahlhelm ein, in der trügerischen Hoffnung, sich der Einflussnahme der Nationalsozialisten zu entziehen. Am 1. Juli 1934 wurde er infolge des Röhm-Putsches verhaftet und für fünf Tage im Konzentrationslager Hohnstein interniert.
Ernst Heinrich lebte danach zurückgezogen auf Schloss Moritzburg. Der passionierte Jäger hielt dort Pflichtkontakte zu NS-Größen wie Hermann Göring, der als Reichsjägermeister die Wälder der Wettiner begutachtete, oder dem Reichsstatthalter von Sachsen Martin Mutschmann. Er empfing 1938 auf Schloss Moritzburg den rumänischen König Carol II. und 1939 den ehemaligen Leipziger Oberbürgermeister und späteren Widerstandskämpfer Goerdeler zu ausgiebigen politischen Gesprächen. Wenige Wochen vor dem Beginn des Zweiten Weltkrieges wurde Ernst Heinrich zur Abwehr IV in Dresden eingezogen. Im Jahr 1943 zweifelte er öffentlich den Unfalltod seines Bruders Georg an. Daraufhin wurde er von der Gestapo verhaftet und verhört. Es blieben ihm jedoch weitere persönliche Konsequenzen seiner gegen das NS-Regime gerichteten Äußerungen erspart; noch scheuten die Nationalsozialisten die Konfrontation mit einem Angehörigen eines ehemaligen deutschen Königshauses.
Ernst Heinrich war ein Bewunderer der Kunst von Käthe Kollwitz. Nachdem die Künstlerin 1943 in Nordhausen ausgebombt wurde und obdachlos war, ermöglichte er ihr die Übersiedlung nach Moritzburg. Käthe Kollwitz lebte und arbeitete dann bis zu ihrem Tod im April 1945 auf dem „Rüdenhof“ in unmittelbarer Nähe des Schlosses.
Ernst Heinrich von Sachsen erlebte die Bombardierung Dresdens am 13./14. Februar 1945 in unmittelbarer Nähe und flüchtete im März 1945 vor der anrückenden Roten Armee nach Sigmaringen. Zuvor vergrub er jedoch mit seinen Söhnen in Kisten verpackte Wertgegenstände im Schlosspark (siehe Schatz der Sachsen). Vieles davon wurde von den sowjetischen Besatzern gefunden und abtransportiert, einige Kunstgegenstände wurden erst 1995 entdeckt und wieder ausgegraben.

### Nachkriegszeit
Der Witwer heiratete 1947 die Schauspielerin Gina Dulon (1910–2002). Er kaufte Ende des gleichen Jahres das Gut Coolamber in Lismacafree in der Grafschaft Westmeath in Irland und übersiedelte wenig später mit seiner zweiten Frau und den Söhnen aus erster Ehe nach Irland. Die Mittel dafür hatte der Flüchtling vom französischen Staat erhalten, dem er 1947 eine Reliquienkrone verkaufte, die der heilige König Ludwig IX. von Frankreich 1255 dem Dominikanerkonvent in Lüttich geschenkt hatte, der während der Französischen Revolution devastiert wurde und die 1802 von den Wettinern erworben worden und vom Prinzen auf der Flucht mitgeführt worden war. Ernst Heinrich wurde nach anfänglichen Schwierigkeiten ein begeisterter und erfolgreicher Landwirt und lernte rasch seine neue Heimat und deren Menschen und Kultur zu schätzen. Während eines Besuchs in Deutschland verstarb er in Neckarhausen. Seine Heimat Sachsen sah er nach 1945 nie wieder.

## Ehen und Nachkommen
Ernst Heinrich von Sachsen heiratete am 12. April 1921 in Schloss Nymphenburg Sophie von Luxemburg (* 14. Februar 1902; † 24. Mai 1941), eine Schwester der luxemburgischen Großherzogin Charlotte. Aus der Ehe gingen drei Söhne hervor:
- Dedo (* 9. Mai 1922 in München; † 6. Dezember 2009 in Radebeul)
- Timo (* 2. Dezember 1923 in München; † 22. April 1982 in Emden)
- Gero (* 12. September 1925 in München; † 10. April 2003 in Picton, Ontario, Kanada)

In zweiter Ehe war Ernst Heinrich von Sachsen ab 1947 mit der Schauspielerin Gina Dulon (1910–2002) verheiratet, die seitdem den Namen Virginia von Sachsen trug. 
Ernst Heinrich von Sachsen, seine Mutter Luise sowie seine Söhne Gero und Dedo sind in der Grablege des Hauses Hohenzollern-Sigmaringen im Kloster Hedingen bestattet.

## Vorfahren
| Ahnentafel Ernst Heinrich von Sachsen | Ahnentafel Ernst Heinrich von Sachsen                                                   | Ahnentafel Ernst Heinrich von Sachsen                                                   | Ahnentafel Ernst Heinrich von Sachsen                                                   | Ahnentafel Ernst Heinrich von Sachsen                                                       | Ahnentafel Ernst Heinrich von Sachsen                                                    | Ahnentafel Ernst Heinrich von Sachsen                                                   | Ahnentafel Ernst Heinrich von Sachsen                                                   | Ahnentafel Ernst Heinrich von Sachsen                                                          |
| ------------------------------------- | --------------------------------------------------------------------------------------- | --------------------------------------------------------------------------------------- | --------------------------------------------------------------------------------------- | ------------------------------------------------------------------------------------------- | ---------------------------------------------------------------------------------------- | --------------------------------------------------------------------------------------- | --------------------------------------------------------------------------------------- | ---------------------------------------------------------------------------------------------- |
| Ururgroßeltern                        | Maximilian von Sachsen (1759–1838) ⚭ 1792 Caroline von Bourbon-Parma (1770–1804)        | König Maximilian I. Joseph (1756–1825) ⚭ 1797 Karoline von Baden (1776–1841)            | Ferdinand von Sachsen-Coburg-Saalfeld (1785–1851) ⚭ 1815 Maria von Koháry (1797–1862)   | König Peter IV. von Portugal (1798–1834) ⚭ 1817 Maria Leopoldine von Österreich (1797–1826) | Großherzog Ferdinand III. (1769–1824) ⚭ 1790 Luisa Maria von Neapel-Sizilien (1773–1802) | König Franz I. (1777–1830) ⚭ 1802 Maria Isabel von Spanien (1789–1848)                  | König Karl II. Ludwig (1799–1883) ⚭ 1820 Maria Theresia von Savoyen (1803–1879)         | Charles Ferdinand de Bourbon (1778–1820) ⚭ 1816 Maria Karolina von Neapel-Sizilien (1798–1870) |
| Urgroßeltern                          | König Johann von Sachsen (1801–1873) ⚭ 1822 Amalie Auguste von Bayern (1801–1877)       | König Johann von Sachsen (1801–1873) ⚭ 1822 Amalie Auguste von Bayern (1801–1877)       | König Ferdinand II. von Portugal (1816–1885) ⚭ 1836 Maria II. von Portugal (1819–1853)  | König Ferdinand II. von Portugal (1816–1885) ⚭ 1836 Maria II. von Portugal (1819–1853)      | Großherzog Leopold II. (1797–1870) ⚭ 1833 Maria Antonia von Neapel-Sizilien (1814–1898)  | Großherzog Leopold II. (1797–1870) ⚭ 1833 Maria Antonia von Neapel-Sizilien (1814–1898) | Herzog Karl III. (1823–1854) ⚭ 1845 Louise Marie Therese von Frankreich (1819–1864)     | Herzog Karl III. (1823–1854) ⚭ 1845 Louise Marie Therese von Frankreich (1819–1864)            |
| Großeltern                            | König Georg von Sachsen (1832–1904) ⚭ 1859 Maria Anna von Portugal (1843–1884)          | König Georg von Sachsen (1832–1904) ⚭ 1859 Maria Anna von Portugal (1843–1884)          | König Georg von Sachsen (1832–1904) ⚭ 1859 Maria Anna von Portugal (1843–1884)          | König Georg von Sachsen (1832–1904) ⚭ 1859 Maria Anna von Portugal (1843–1884)              | Großherzog Ferdinand IV. (1835–1908) ⚭ 1868 Alicia von Bourbon-Parma (1849–1935)         | Großherzog Ferdinand IV. (1835–1908) ⚭ 1868 Alicia von Bourbon-Parma (1849–1935)        | Großherzog Ferdinand IV. (1835–1908) ⚭ 1868 Alicia von Bourbon-Parma (1849–1935)        | Großherzog Ferdinand IV. (1835–1908) ⚭ 1868 Alicia von Bourbon-Parma (1849–1935)               |
| Eltern                                | König Friedrich August III. (1865–1932) ⚭ 1891 Luise von Österreich-Toskana (1870–1947) | König Friedrich August III. (1865–1932) ⚭ 1891 Luise von Österreich-Toskana (1870–1947) | König Friedrich August III. (1865–1932) ⚭ 1891 Luise von Österreich-Toskana (1870–1947) | König Friedrich August III. (1865–1932) ⚭ 1891 Luise von Österreich-Toskana (1870–1947)     | König Friedrich August III. (1865–1932) ⚭ 1891 Luise von Österreich-Toskana (1870–1947)  | König Friedrich August III. (1865–1932) ⚭ 1891 Luise von Österreich-Toskana (1870–1947) | König Friedrich August III. (1865–1932) ⚭ 1891 Luise von Österreich-Toskana (1870–1947) | König Friedrich August III. (1865–1932) ⚭ 1891 Luise von Österreich-Toskana (1870–1947)        |
| Ernst Heinrich von Sachsen            |                                                                                         |                                                                                         |                                                                                         |                                                                                             |                                                                                          |                                                                                         |                                                                                         |                                                                                                |

## Werke
- Mein Lebensweg vom Königsschloss zum Bauernhof. 5. Auflage. Verlag der Kunst Dresden, Husum 2017, ISBN 978-3-86530-015-7.
- Mein Jagdbuch. Herausgeber: List Paul Verlag, Erscheinungsjahr: 1982, ISBN 978-3-471-78407-5.